# Horst Schulze
Horst Schulze (Drezda, 1921. április 26. – Berlin, 2018. október 24.) német színész, operaénekes.

## Filmjei

### Mozifilmek
- Emilia Galotti (1958)
- Hochmut kommt vor dem Knall (1960)
- Freispruch mangels Beweises (1962)
- Most és halálom óráján (Jetzt und in der Stunde meines Todes) (1963)
- Christine (1963)
- Amíg élek (Solange Leben in mir ist) (1965)
- Geschichten jener Nacht (1967)
- Mord am Montag (1968)
- Der Mord, der nie verjährt (1968)
- Élő áru (Lebende Ware) (1969)
- Maga tetszik nekem (Jungfer, Sie gefällt mir) (1969)
- Fehér farkasok (Weisse Wölfe) (1969)
- Osceola (1971)
- KLK an PTX - Die Rote Kapelle (1971)
- Mindennek ellenére (Trotz alledem!) (1972)
- Ne csalj, kedves! (Nicht schummeln, Liebling) (1973)
- Vonzások és választások (Die Wahlverwandtschaften) (1974)
- Front szárnyak nélkül (Front bez flangov) (1975)
- A cél kiválasztása (Выбор цели) (1975)
- Míg a halál el nem választ (Bis daß der Tod euch scheidet) (1979)
- Für Mord kein Beweis (1979)
- A vízimalom balladája (Levins Mühle) (1980)
- Märkische Forschungen (1982)
- Berühmte Ärzte der Charité: Arzt in Uniform (1982)
- Orvosnők (Ärztinnen) (1984)
- Sztálingrád (Stalingrad) (1989)
- Abschiedsdisko (1990)
- Farssmann oder Zu Fuß in die Sackgasse (1991)
- Die Spur des Bernsteinzimmers (1992)
- Wer zweimal lügt (1993)

### Tv-filmek
- Tempel des Satans (1962)
- Tote reden nicht (1963)
- Der kleine Prinz (1966)
- Der Snob (1967)
- Wolodja (1967)
- Begegnungen (1967)
- A titkos jelszó: Csupaga (Geheimkommando Ciupaga) (1968)
- Geheimkommando Spree (1968)
- Zeit ist Glückv (1968)
- Hans Beimler elvtárs (Hans Beimler, Kamerad) (1969)
- Androklus und der Löwe (1969)
- Grisa őrmester (Der Streit um den Sergeanten Grischa) (1970)
- Effi Briest (1970)
- Fiete Stein (1970)
- Artur Becker (1971)
- Az összeesküvők (Die Verschworenen) (1971)
- Das Geheimnis der Anden (1972)
- A Lautensack fivérek (Die Brüder Lautensack) (1973)
- Attentäter (1973)
- Zum Beispiel Flick (1975)
- Keressük Gattot (Auf der Suche nach Gatt) (1976)
- Alle meine Kinder (1976)
- Búcsú Gabriellától (Abschied von Gabriele) (1976)
- Auftrag für M & S (1977)
- Das Verhör (1977(
- Ernst Schneller (1977)
- Esküvő Weltzowban (Hochzeit in Weltzow) (1979)
- Búcsú a békétől (Abschied vom Frieden) (1979)
- A hosszú út (Die lange Straße) (1979)
- Das Rad (1980)
- Yvonne (1980)
- Die Spur des Vermißten (1980)
- Adel im Untergang (1981)
- Chirurgus Johann Paul Schroth - Eine Geschichte aus den Anfängen der Charité (1981)
- Kein Tag ist wie der andere (1981)
- A bizalom ára (Zahl bar, wenn du kannst) (1982)
- Berühmte Ärzte der Charité: Das scheinbar Unmögliche (1982)
- Pianke (1983)
- Die Kündigung (1983)
- Chef der Gelehrsamkeit - Wilhelm von Humboldt (1983)
- Kopf und Herz (1983)
- Der Haken (1985)
- Verspielte Liebe (1985)
- Aus dem bürgerlichen Heldenleben: Der Snob (1986)
- Ein idealer Gatte (1986)
- Wanderungen durch die Mark Brandenburg (1986)
- Bebel und Bismarck (1987)
- Altes Herz geht auf die Reise (1987)
- Die gläserne Fackel (1989)
- Gänsehaut (1990)
- Heimsuchung (1990)
- Fraktur (1993)
- Tödliches Geld (1995)
- Robbanásveszély (Götterdämmerung - Morgen stirbt Berlin) (1999)
- Liebe ist die halbe Miete (2002)
- Geliebte Diebin (2002)

### Tv-sorozatok
- Dr. Schlüter (1965, egy epizódban)
- Fernsehpitaval (1970, egy epizódban)
- Álarcban (Das unsichtbare Visier) (1977–1979, hét epizódban)
- A rendőrség száma 110 (Polizeiruf 110) (1977–1987, négy epizódban)
- A halál archívuma (Archiv des Todes) (1980, három epizódban)
- Hochhausgeschichten (1981, hét epizódban)
- A nemkívánatos vendég (Der ungebetene Gast) (1981, két epizódban)
- Hotel Polan und seine Gäste (1982)
- Märkische Chronik (1983, hét epizódban)
- Der Staatsanwalt hat das Wort (1983, 1989, két epizódban)
- Familie Neumann (1984, két epizódban)
- Johann Sebastian Bach (1985, egy epizódban)
- Rund um die Uhr (1986, öt epizódban)
- Präriejäger in Mexiko (1988, két epizódban)
- Mezítláb az ágyban (Barfuß ins Bett) (1990, hét epizódban)
- Albert Einstein (1990, egy epizódban)
- Die Wicherts von nebenan (1991, két epizódban)
- Viel Rummel um den Skooter (1991, két epizódban)
- Luv und Lee (1991, négy epizódban)
- Testestől-lelkestől (Mit Leib und Seele) (1993, négy epizódban)
- Ärzte (1994, egy epizódban)
- A.S. (1995, egy epizódban)
- Kanzlei Bürger (1995, három epizódban)
- Mona M. - Mit den Waffen einer Frau (1996, egy epizódban)
- Stadtklinik (1996, két epizódban)
- Für alle Fälle Stefanie (1996, egy epizódban)
- Wolffs Revier (1998, egy epizódban)
- Heimatgeschichten (1998, egy epizódban)
- Tetthely (Tatort) (1998–2002, három epizódban)
- In aller Freundschaft (2001, egy epizódban)
- Abschnitt 40 (2006, egy epizódban)